# Richard Hansen (Gärtner)

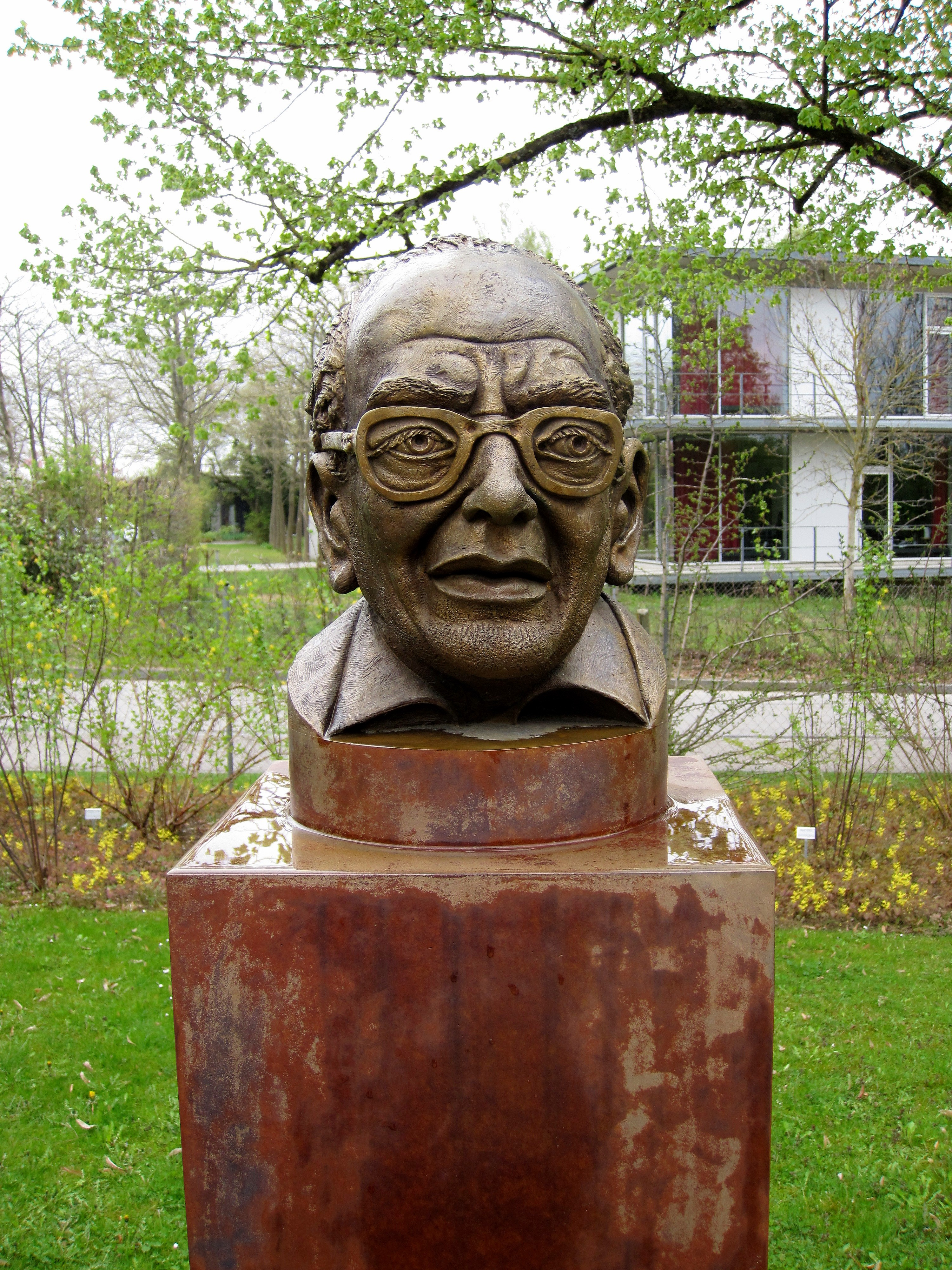
Richard Hansen – Denkmal am Eingang der von ihm begründeten Staudengärten

Richard Hansen (* 10. Juli 1912 in Nortorf; † 18. August 2001 in Freising-Weihenstephan) war ein deutscher Gärtner und Gartenbauwissenschaftler. Er war ein Pionier der Sichtung von Zierpflanzen in Deutschland, insbesondere von Stauden.

## Leben
Nach einer Lehrausbildung zum Baumschulgärtner arbeitete Hansen unter anderem 1934 als Geselle im berühmten Staudengarten von Karl Foerster in Bornim bei Potsdam. Von 1936 bis 1939 studierte Hansen Gartenbau an der Friedrich-Wilhelms-Universität in Berlin. Nach Ende des Zweiten Weltkriegs war er wissenschaftlicher Assistent von Reinhold Tüxen an der Zentralstelle für Vegetationskartierung in Stolzenau/Weser. 1947 wurde er als Dozent für Pflanzenkunde am Institut für Garten- und Landschaftsgestaltung der Staatlichen Lehr- und Forschungsanstalt für Gartenbau in Freising-Weihenstephan bei München (heute Teil der Hochschule Weihenstephan-Triesdorf) berufen. Im Jahr darauf wurde er Leiter des neu gegründeten Instituts für Stauden, Gehölze und angewandte Pflanzensoziologie dieser Ingenieurschule. Auf der Grundlage einer Idee von Karl Foerster, der vor dem Krieg einen Sichtungsgarten auf der Potsdamer Freundschaftsinsel angelegt hatte, gründete Hansen 1947 auf dem der Weihenstephaner Anstalt angegliederten Versuchsgelände den weithin bekannt gewordenen Sichtungsgarten Weihenstephan, die erste wissenschaftlich begleitete Einrichtung zur Sichtung von Stauden in Deutschland. Ab 1949 lehrte er an der Technischen Hochschule München (heute Wissenschaftszentrum Weihenstephan der TU München). In den Folgejahrzehnten baute Hansen maßgeblich das System der Staudensichtung in Deutschland auf: 1952 wurde die Arbeitsgemeinschaft zur Selektion und Züchtung der Blütenstauden gegründet, deren Federführung er bis 1977 innehatte. Ins Jahr 1957 fällt die Gründung einer nationalen, später internationalen Registerstelle für Staudenzüchtungen an seinem Institut.
Nach mehrjährigen Forschungen zu Gartenrasen promovierte Hansen 1961 über diese Thematik. Auf Grundlage von Erkenntnissen über die natürlichen Standortansprüche und Wuchseigenschaften der Pflanzen entwickelte Hansen ein 1972 zusammen mit Hermann Müssel publiziertes Kennziffersystem mit daraus abgeleiteten Listen für die Verwendung von Stauden.  1981 folgte gemeinsam mit Friedrich Stahl eine Buchveröffentlichung, die zum Standardwerk mit mehreren Auflagen wurde und sogar 1993 ins Englische übersetzt. Hier führte er den Begriff „Lebensbereiche“ ein und gab auch Empfehlungen für die Kombination zueinander passender Stauden, Knollen- und Zwiebelpflanzen, Ziergräser und Gehölze auf den verschiedenen Standorttypen. Mit diesem bis heute angewendeten System und seinen zahlreichen Fachaufsätzen und Vorträgen über Staudenverwendung trug Hansen ganz wesentlich zum rasch wachsenden Einsatz von Stauden auch in öffentlichen Grünanlagen bei. Richard Hansen wurde 1977 emeritiert, sein Nachfolger am Institut wurde Peter Kiermeier.

### Bekannte Schüler
Einer der ersten Studenten von Hansen war Hans Simon, der bei ihm promovierte und später in Marktheidenfeld eine überregional renommierte Versuchs- und Sortimentsgärtnerei führte. Ein weiterer Student, Urs Walser, baute später als Landschaftsarchitekt zusammen mit Hans Luz den Schau- und Sichtungsgarten Hermannshof in Baden-Württemberg auf und leitete diesen viele Jahre.

## Veröffentlichungen (Auswahl)
- Namen der Stauden. Stuttgart 1972.
- mit Friedrich Stahl: Bunte Staudenwelt (= Unser Garten. 3). München 1972.
- mit Hermann Müssel: Ein Kennziffersystem zur naturgemäßen Staudenverwendung. In: Fachhochschule Weihenstephan (Hrsg.): Jahresbericht 1972. 1973, S. 48–64.
- mit Friedrich Stahl: Die Stauden und ihre Lebensbereiche in Garten und Park. Eugen Ulmer Verlag, Stuttgart 1981.
  - ins Englische übersetzt unter dem Titel: Perennials and their Garden Habitats. Portland 1993.

## Ehrungen
- 1972: Karl-Foerster-Ring des Bundes deutscher Staudengärtner (BdS)
- 1983: Georg-Arends-Medaille des Zentralverbandes des deutschen Gartenbaues (ZVG)
- 1983: Verdienstkreuz am Bande der Bundesrepublik Deutschland
- 1986: Friedrich-Ludwig-von-Sckell-Ehrenring der Bayerischen Akademie der schönen Künste
- 1987: Ehrenmitgliedschaft der Deutschen Gesellschaft für Gartenkunst und Landschaftskultur (DGGL)
- 1992: Silberne Bürgermedaille der Stadt Freising